# Anna Hallberg
Anna Hallberg (ur. 19 listopada 1963 w Göteborgu) – szwedzka polityk, od 2019 do 2022 minister handlu zagranicznego i współpracy nordyckiej.

## Życiorys
Studiowała ekonomię i prawo na Uniwersytecie w Göteborgu. Pracowała w Skandinaviska Enskilda Banken, później została zastępczynią dyrektora generalnego publicznego przedsiębiorstwa Almi Företagspartner.
We wrześniu 2019 dołączyła do rządu Stefana Löfvena, obejmując w nim z rekomendacji Szwedzkiej Socjaldemokratycznej Partii Robotniczej urząd ministra handlu zagranicznego i współpracy nordyckiej. Pozostała na tej funkcji również w utworzonym w lipcu 2021 trzecim gabinecie tegoż premiera oraz w powołanym w listopadzie 2021 rządzie Magdaleny Andersson. Zakończyła urzędowanie w październiku 2022.
Partnerka życiowa byłego ministra Andersa Sundströma.